# 希尔城 (明尼苏达州)
希尔城（Hill City），美国明尼苏达州艾特金县城市，位于该县北部。总面积3.94平方公里，总人口633（2010年美国人口普查）。